# Богз, Магси
Тайрон Кёртис (Магси) Богз (англ. Tyrone Curtis «Muggsy» Bogues; род. 9 января 1965 в Балтиморе, Мэриленд) — американский баскетболист, тренер женской команды НБА «Шарлотт Стинг» (в настоящее время расформирована). В течение 14 сезонов выступал в НБА на позиции разыгрывающего. Известен по выступлениям за «Шарлотт Хорнетс», также играл за «Вашингтон Буллетс» и «Голден Стэйт Уорриорз». Закончил карьеру в «Торонто Рэпторс».
Самый низкий игрок за всю историю Национальной баскетбольной ассоциации (рост — 160 см, вес — 62 кг). За карьеру принял участие в 16 матчах плей-офф НБА, в среднем набирая 9,6 очков за игру и делая 6,4 результативных передач. Являлся одним из лидеров НБА по количеству передач и перехватов. Именно умение пользоваться своим ростом для того, чтобы «украсть» мяч у более высокорослых соперников, закрепило за Богзом прозвище Магси — уменьшительное от английского англ. mugger — грабитель, воришка.

## Биография

### Ранние годы
Богз родился в Балтиморе, штат Мэриленд. В возрасте 5 лет он вместе с другими чернокожими мальчишками оказался жертвой инцидента, мальчики разбили витрину гриль-бара, владелец не разбираясь выстрелил по толпе из дробовика, пятилетний Богз был ранен дробью на крупного зверя (buckshot) в руки и ноги, дробины так и остались в его конечностях. Его отец и старший брат были наркозависимыми, отца посадили на 20 лет за вооружённое ограбление собственного дома когда Тайрону было 10 лет, тогда Тайрон сконцентрировался на баскетболе, чтобы вырваться из нищеты и безнадёги. Во время учёбы, Богз начал выступать за среднюю школу Пола Лоуренса Данбара в родном городе Балтимор. В этой же школе учились будущие игроки НБА Давид Уингейт (на год старше), Реджи Уильямс и Реджи Льюис (в его классе). Во время его первого года выступления за школьную команду, «Дунбар Поэтс» завершили сезон с результатом 29-0, а во втором сезоне — 31-0 и были названы лучшей командой года по версии USA Today.
В дальнейшем он поступил в Университет Уэйк-Форест (англ. Wake Forest University), за который выступал в течение четырёх сезонов. В юношеском возрасте в среднем игрок набирал 11,3 очка за игру, делал 8,4 результативных передач и 3,1 перехватов. За команду университета в среднем набирал 14,8 очков за игру, делал 9,5 результативных передач, 3,8 подборов и 3,9 перехватов.
Принял участие в Чемпионате мира по баскетболу 1986 года, где национальная сборная США завоевала золотые медали.

## НБА
Богз получил 12-й номер драфта 1987 года в НБА и был выбран «Вашингтон Буллетс», кроме него в этом драфте были многие в дальнейшем известные баскетболисты, в том числе Дэвид Робинсон, Рэджи Миллер, Скотти Пиппен и Кевин Джонсон. В первом сезоне Богз выступал вместе с Мануте Болом, чей рост составлял 231 см. Трижды Мануте и Магси появлялись вместе на обложках журналов.
Несмотря на свой рост, Богз сделал 39 блок-шотов за время выступлений в НБА, в том числе один на Патрике Юинге. Это произошло 14 апреля 1993 года в первой четверти, когда Юинг забрал мяч и готовился выполнить бросок, а Богз его обокрал. Тем не менее, Богзу был засчитан блок-шот, детально он был продемонстрирован в 1996 году в телевизионной программе «NBA Action».

### Шарлотт Хорнетс
В сезоне 1988-89 годов в НБА были приняты две новые команды — «Майами Хит» и «Шарлотт Хорнетс». Несмотря на то, что «Буллетс» испытывали трудности с набором очков, Магси Богзу разрешили покинуть команду, в итоге, 22 июня 1988 года состоялся расширенный драфт, в котором его выбрала «Шарлотт Хорнетс». После того, как Богз переехал в Северную Каролину, он показал себя талантливым игроком, который обладал хорошим видением поля, мог сделать перехват, а также был одним из самых быстрых игроков на площадке.
Богз провёл в «Хорнетс» десять лет, за это время команда с Алонзо Моурнингом и Ларри Джонсоном стала одной из популярнейших команд НБА, а также практически каждый год попадала в плей-офф. Богз стал одним из популярнейших игроков в истории «Шарлотт Хорнетс», несмотря на то, что в среднем за игру он набирал 11,2 очка в регулярном чемпионате.
Является лидером «Хорнетс» за всю историю команды по сыгранным минутам (19768), по результативным передачам (5 557), перехватам (1 067), потерям (1 118), количеству передач каждые 48 минут (13,5). Кроме того, занимает третье место по количеству набранных очков (5 531). Богзу принадлежал командный рекорд по количеству результативных передач за игру (15), который побил 7 ноября 2007 года также игрок Уэйк-Фореста Крис Пол в победной игре против «Даллас Маверикс» (17).

### Последние годы в НБА
В сезоне 1997-98 годов в НБА забил 6000 очков за карьеру, сделал 6 000 результативных передач, 1 200 перехватов и подобрал 2000 отскоков. Две игры сезоне 1997-98 годов в «Шарлотт» оказались для Богза последними, его и Тони Делка обменяли на игрока «Голден Стэйт Уорриорз» B.J.Армстронга. Магси Богз отыграл за «Уорриорз» два сезона, затем на правах свободного агента подписал контракт с «Торонто Рэпторс», где и закончил карьеру. Хотя в дальнейшем он при обмене оказывался в «Нью-Йорк Никс» и «Даллас Маверикс», не сыграл ни одного матча за эти команды.

## После НБА
После завершения карьеры в НБА, Богз занялся недвижимостью. 3 августа 2005 года, несмотря на отсутствие опыта, стал главным тренером женской команды НБА «Шарлотт Стинг». Любопытным фактом является то, что он был ниже всех игроков команды, в том числе самой низкорослой Хелен Далингс, рост которой составлял 170 см. Команда разорилась в январе 2007 года, а сам он потерял работу.
В настоящее время Магси Богз — главный тренер United Faith Christian Academy в Шарлотт, Северная Каролина. Вышла в свет его автобиография «В стране гигантов» (англ. In the Land of Giants), в которую включены моменты из жизни в Балтиморе и успех в НБА.
18 марта 2014 года Богз стал «послом» команды «Шарлотт Хорнетс», а также принял участие в ребрендинге команды.

## Магси Богз на телевидении
Сыграл самого себя в одной из серий комедийного телесериала Curb Your Enthusiasm.
В 1996 году вместе с другими звёздами НБА (Майклом Джорданом, Патриком Юингом, Чарльзом Баркли, Ларри Джонсоном и Шоном Брэдли) принял участие в съемках комедийного фильма «Космический джем». В этом же году играл в комедии «Эдди» вместе с Вупи Голдберг. В эпизоде одного из выпусков Saturday Night Live с Чарльзом Баркли сыграл камео. Также появлялся в эпизоде сериала Hang Time, где выступает против стероидов. Из последних появлений на телевидении можно отметить эпизод телешоу Pros vs. Joes. В 2002 году он участвовал в рекламе IBM. В 2014 году он появился в роли рождественского эльфа в рекламе видеоигры NBA 2K15. В 2016 году принял участие в рекламе бренда Axe.

## Статистика

### Статистика в НБА
| Сезон                                                                                    | Команда      | Регулярный сезон | Регулярный сезон | Регулярный сезон | Регулярный сезон | Регулярный сезон | Регулярный сезон | Регулярный сезон | Регулярный сезон | Регулярный сезон | Регулярный сезон | Регулярный сезон | Серия плей-офф | Серия плей-офф | Серия плей-офф | Серия плей-офф | Серия плей-офф | Серия плей-офф | Серия плей-офф | Серия плей-офф | Серия плей-офф | Серия плей-офф | Серия плей-офф |
| Сезон                                                                                    | Команда      | GP               | GS               | MPG              | FG%              | 3P%              | FT%              | RPG              | APG              | SPG              | BPG              | PPG              | GP             | GS             | MPG            | FG%            | 3P%            | FT%            | RPG            | APG            | SPG            | BPG            | PPG            |
| ---------------------------------------------------------------------------------------- | ------------ | ---------------- | ---------------- | ---------------- | ---------------- | ---------------- | ---------------- | ---------------- | ---------------- | ---------------- | ---------------- | ---------------- | -------------- | -------------- | -------------- | -------------- | -------------- | -------------- | -------------- | -------------- | -------------- | -------------- | -------------- |
| 1987/88                                                                                  | Вашингтон    | 79               | 14               | 20,6             | 39,0             | 18,8             | 78,4             | 1,7              | 5,1              | 1,6              | 0,0              | 5,0              | 1              | 0              | 2,0            | -              | -              | -              | 0,0            | 2,0            | 0,0            | 0,0            | 0,0            |
| 1988/89                                                                                  | Шарлотт      | 79               | 21               | 22,2             | 42,6             | 7,7              | 75,0             | 2,1              | 7,8              | 1,4              | 0,1              | 5,4              | Не участвовал  | Не участвовал  | Не участвовал  | Не участвовал  | Не участвовал  | Не участвовал  | Не участвовал  | Не участвовал  | Не участвовал  | Не участвовал  | Не участвовал  |
| 1989/90                                                                                  | Шарлотт      | 81               | 65               | 33,9             | 49,1             | 19,2             | 79,1             | 2,6              | 10,7             | 2,0              | 0,0              | 9,4              | Не участвовал  | Не участвовал  | Не участвовал  | Не участвовал  | Не участвовал  | Не участвовал  | Не участвовал  | Не участвовал  | Не участвовал  | Не участвовал  | Не участвовал  |
| 1990/91                                                                                  | Шарлотт      | 81               | 46               | 28,4             | 46,0             | 0,0              | 79,6             | 2,7              | 8,3              | 1,7              | 0,0              | 7,0              | Не участвовал  | Не участвовал  | Не участвовал  | Не участвовал  | Не участвовал  | Не участвовал  | Не участвовал  | Не участвовал  | Не участвовал  | Не участвовал  | Не участвовал  |
| 1991/92                                                                                  | Шарлотт      | 82               | 69               | 34,0             | 47,2             | 7,4              | 78,3             | 2,9              | 9,1              | 2,1              | 0,1              | 8,9              | Не участвовал  | Не участвовал  | Не участвовал  | Не участвовал  | Не участвовал  | Не участвовал  | Не участвовал  | Не участвовал  | Не участвовал  | Не участвовал  | Не участвовал  |
| 1992/93                                                                                  | Шарлотт      | 81               | 80               | 35,0             | 45,3             | 22,2             | 83,3             | 3,7              | 8,8              | 2,0              | 0,1              | 10,0             | 9              | 9              | 38,4           | 47,6           | 0,0            | 71,4           | 4,0            | 7,8            | 2,7            | 0,0            | 9,8            |
| 1993/94                                                                                  | Шарлотт      | 77               | 77               | 35,7             | 47,1             | 16,7             | 80,6             | 4,1              | 10,1             | 1,7              | 0,0              | 10,8             | Не участвовал  | Не участвовал  | Не участвовал  | Не участвовал  | Не участвовал  | Не участвовал  | Не участвовал  | Не участвовал  | Не участвовал  | Не участвовал  | Не участвовал  |
| 1994/95                                                                                  | Шарлотт      | 78               | 78               | 33,7             | 47,7             | 20,0             | 88,9             | 3,3              | 8,7              | 1,3              | 0,0              | 11,1             | 4              | 4              | 36,3           | 31,1           | 33,3           | 100,0          | 1,5            | 6,3            | 1,0            | 0,0            | 8,5            |
| 1995/96                                                                                  | Шарлотт      | 6                | 0                | 12,8             | 37,5             | 0,0              | 100,0            | 1,2              | 3,2              | 0,3              | 0,0              | 2,3              | Не участвовал  | Не участвовал  | Не участвовал  | Не участвовал  | Не участвовал  | Не участвовал  | Не участвовал  | Не участвовал  | Не участвовал  | Не участвовал  | Не участвовал  |
| 1996/97                                                                                  | Шарлотт      | 65               | 65               | 28,9             | 46,0             | 41,7             | 84,4             | 2,2              | 7,2              | 1,3              | 0,0              | 8,0              | 2              | 2              | 29,0           | 57,9           | 85,7           | 100,0          | 1,5            | 2,5            | 0,5            | 0,0            | 16,0           |
| 1997/98                                                                                  | Шарлотт      | 2                | 0                | 8,0              | 40,0             | -                | 100,0            | 0,5              | 2,0              | 1,0              | 0,0              | 3,0              | Не участвовал  | Не участвовал  | Не участвовал  | Не участвовал  | Не участвовал  | Не участвовал  | Не участвовал  | Не участвовал  | Не участвовал  | Не участвовал  | Не участвовал  |
| 1997/98                                                                                  | Голден Стэйт | 59               | 31               | 26,3             | 43,7             | 25,0             | 89,4             | 2,2              | 5,5              | 1,1              | 0,1              | 5,8              | Не участвовал  | Не участвовал  | Не участвовал  | Не участвовал  | Не участвовал  | Не участвовал  | Не участвовал  | Не участвовал  | Не участвовал  | Не участвовал  | Не участвовал  |
| 1998/99                                                                                  | Голден Стэйт | 36               | 5                | 19,8             | 49,4             | 0,0              | 86,1             | 2,0              | 3,7              | 1,2              | 0,0              | 5,1              | Не участвовал  | Не участвовал  | Не участвовал  | Не участвовал  | Не участвовал  | Не участвовал  | Не участвовал  | Не участвовал  | Не участвовал  | Не участвовал  | Не участвовал  |
| 1999/00                                                                                  | Торонто      | 80               | 5                | 21,6             | 43,9             | 33,3             | 90,8             | 1,7              | 3,7              | 0,8              | 0,1              | 5,1              | 3              | 2              | 29,0           | 28,6           | 33,3           | 33,3           | 2,0            | 1,7            | 1,3            | 0,0            | 5,3            |
| 2000/01                                                                                  | Торонто      | 3                | 0                | 11,3             | 0,0              | 0,0              | -                | 1,0              | 1,7              | 0,7              | 0,0              | 0,0              | Не участвовал  | Не участвовал  | Не участвовал  | Не участвовал  | Не участвовал  | Не участвовал  | Не участвовал  | Не участвовал  | Не участвовал  | Не участвовал  | Не участвовал  |
|                                                                                          | Всего        | 889              | 556              | 28,6             | 45,8             | 27,7             | 82,7             | 2,6              | 7,6              | 1,5              | 0,0              | 7,7              | 19             | 17             | 33,6           | 41,9           | 47,6           | 76,9           | 2,7            | 5,6            | 1,7            | 0,0            | 8,9            |
| Наведите курсор мыши на аббревиатуры в заголовке таблицы, чтобы прочесть их расшифровку. |              |                  |                  |                  |                  |                  |                  |                  |                  |                  |                  |                  |                |                |                |                |                |                |                |                |                |                |                |

### Статистика в NCAA
| Сезон | Команда     | Conf  | Class | GP  | GS | MPG  | FG%  | 3P%  | FT%  | RPG | APG | SPG | BPG | PPG  |
| --- | ----------- | ----- | ----- | --- | -- | ---- | ---- | ---- | ---- | --- | --- | --- | --- | ---- |
| 1983/84 | Уэйк-Форест | ACC   | FR    | 32  | 0  | 9,8  | 30,4 |      | 69,2 | 0,7 | 1,7 | 1,0 | 0,0 | 1,2  |
| 1984/85 | Уэйк-Форест | ACC   | SO    | 29  | 28 | 35,3 | 50,0 |      | 68,2 | 2,4 | 7,1 | 2,9 | 0,0 | 6,6  |
| 1985/86 | Уэйк-Форест | ACC   | JR    | 29  | 29 | 38,0 | 45,5 |      | 73,0 | 3,1 | 8,4 | 3,1 | 0,1 | 11,3 |
| 1986/87 | Уэйк-Форест | ACC   | SR    | 29  | 29 | 39,0 | 50,0 | 44,3 | 80,6 | 3,8 | 9,5 | 2,4 | 0,0 | 14,8 |
| Всего | Всего       | Всего | Всего | 119 | 86 | 30,0 | 47,3 | 44,3 | 74,9 | 2,4 | 6,6 | 2,3 | 0,0 | 8,3  |
| Наведите курсор мыши на аббревиатуры в заголовке таблицы, чтобы прочесть их расшифровку Статистика приведена с сайта sports-reference.com |             |       |       |     |    |      |      |      |      |     |     |     |     |      |